# MTV Herzöge Wolfenbüttel
El Männerturnverein Herzöge Wolfenbüttel es un equipo de baloncesto alemán con sede en la ciudad de Wolfenbüttel, que compite en la ProB, la tercera división de su país. Disputa sus partidos en el Lindenhalle, con capacidad para 691 espectadores.

## Historia
El equipo de baloncesto del MTV Herzöge Wolfenbüttel se formó en 1956 como parte del club polideportivo MTV Wolfenbüttel. A lo largo de su historia ha ganado en dos ocasiones la Copa de Alemania, en 1972 y en 1982. Fue refundado en 2008, procediendo de la Regionalliga entraron a formar parte de la reformada ProB, y en su segunda temporada acabaron como subcampeones.
En la temporada 2013-14 descendió a la Regionalliga, pero recuperó la categoría un año más tarde. 

## Trayectoria
| Temporada | Nivel | Liga         | Pos. | Resultado        |
| --------- | ----- | ------------ | ---- | ---------------- |
| 2006-07   | 3     | Regionalliga | 9º   |                  |
| 2007-08   | 3     | ProB         | 11º  |                  |
| 2008-09   | 3     | ProB         | 2º   |                  |
| 2009-10   | 3     | ProB         | 14º  |                  |
| 2010-11   | 3     | ProB         | 11º  |                  |
| 2011-12   | 3     | ProB         | 10º  |                  |
| 2012-13   | 3     | ProB         | 7º   |                  |
| 2013-14   | 3     | ProB         | 12º  | Descenso         |
| 2014–15   | 4     | Regionalliga | 1º   | Ascenso          |
| 2015–16   | 3     | ProB         | 2º   | Octavos de final |
| 2016–17   | 3     | ProB         | 10º  |                  |
| 2017-18   | 3     | ProB         | 6º   | Cuartos de final |